# Джеси Нелсън
Джесика Луис Нелсън (на английски: Jessica Louise Nelson), по-известна просто като Джеси Нелсън, е английска певица.

## Детство
Родена на 14 юни 1991 г. в Ромфорд. Баща ѝ Джон е бизнесмен, а майка ѝ Джанис – полицейски служител. Родителите ѝ се разделят, когато тя е на 5. Има сестра на име Джейд и двама братя – Джонатан и Джоузеф.

## Кариера
Участва в осмия сезон на британския формат Екс Фактор. Журито я одобрява заради изпълнението ѝ на „Bust Your Windows“ на Джазмин Съливан. Първоначално тя и Пери Едуардс са в отбора „Фо Па“, а Джейд Търлуол и Лий-Ан Пинък – в „Орион“. Двете групи не продължават до края, но е взето решение да се обединят в групата „Ритмикс“. Карето достига до финала, а там ментор им е Тулиса. През октомври 2011 г. става ясно, че новото име на групата ще бъде Литъл Микс. На 11 декември групата печели формата и става първата формация, успяла да постигне това.
Нелсън участва в шест албума на групата DNA (2012), Salute (2013), Get Weird (2015), Glory Days (2016), LM5 (2018) и Confetti (2020). Но през декември 2020 г. обявява, че напуска Литъл Микс поради натрупана умора и стрес.

## Личен живот
Била е сгодена за Джейк Роч от британската музикална банда „Рикстън“. От 2019 до 2020 г. има връзка с Крис Хюз.

## Дискография

### Автор на песни
| Песен                | Изпълнител                 | Година | Албум      |
| -------------------- | -------------------------- | ------ | ---------- |
| „Change Your Life“   | Литъл Микс                 | 2012   | DNA        |
| „DNA“                | Литъл Микс                 | 2012   | DNA        |
| „Wings“              | Литъл Микс                 | 2012   | DNA        |
| „How Ya Doin'?“      | Литъл Микс                 | 2012   | DNA        |
| „Little Me“          | Литъл Микс                 | 2013   | Salute     |
| „Move“               | Литъл Микс                 | 2013   | Salute     |
| „Salute“             | Литъл Микс                 | 2013   | Salute     |
| „Pretty Girls“       | Бритни Спиърс и Иги Азалия | 2015   |            |
| „Shout Out to My Ex“ | Литъл Микс                 | 2016   | Glory Days |